# Deborah Berebichez
Deborah Berebichez est une physicienne, animatrice de télévision, éducatrice et entrepreneure mexicaine. Elle est la première femme mexicaine à obtenir un Ph.D. en physique à l'université Stanford,. Figure médiatique connue dans le domaine de la vulgarisation scientifique, Berebichez fait des apparitions comme experte invitée sur les chaînes CNN et Nova,.
Depuis 2012, elle collabore à l'émission Outrageous Acts of Science (en) diffusée sur le Science Channel. Elle co-anime l'émission Humanly Impossible (de National Geographic) depuis 2011 et a lancé le projet Science Babe, une série de vidéo en ligne expliquant les phénomènes et principes physiques de la vie de tous les jours dans une langue simple et accessible. Berebichez est également membre de la Société américaine de physique.

## Biographie
Berebichez se décrit comme ayant été une jeune fille curieuse,, bonne en sciences et mathématiques, qui rêvait de devenir astronaute. D'origine juive, Berebichez est élevée dans une communauté conservatrice,,. Elle s'y sent dissuadée de poursuivre une carrière en sciences,,. Bien qu'intéressée par la physique, elle étudie la philosophie et complète deux ans dans cette discipline à Mexico. Pendant ce temps, elle applique secrètement dans des écoles américaines.
Berebichez obtient une bourse pour l'université Brandeis (Massachusetts),, où elle poursuit ses études en philosophie. Elle change de branche pour étudier la physique, inspirée par Edward Witten, qui avait fait un saut similaire à partir de l'histoire. Après avoir passé un été à étudier les mathématiques et la physique, elle passe un examen de calcul vectoriel et se fait créditer ses deux premières années de physique. Elle complète le programme en deux ans et obtient son diplôme en physique et philosophie avec la mention Summa Cum Laude,,,.
Après Brandeis, Berebichez retourne au Mexique, où elle complète une maîtrise en physique. Elle complète par la suite son PhD à Stanford, en 2004.
Berebichez fait ensuite des études postdoctorales à l'université Columbia, puis à l'université de New York.
Elle est mariée au physicien Neer Asherie.